# Liga del Fútbol Profesional Boliviano 1991
La Liga del Fútbol Profesional Boliviano 1991 è stata la 15ª edizione della massima serie calcistica della Bolivia, ed è stata vinta dal Bolívar.

## Formula
Il campionato, diviso in Apertura e Clausura, assume un formato più regolare: entrambi si svolgono allo stesso modo. Le prime otto classificate del girone comprendente tutte le formazioni passano alla seconda fase, che permette alle prime due dei due gruppi di disputare le semifinali. Ciascuna fase nomina un campione che prende parte alla finalissima che determina il vincitore del titolo nazionale. In questa edizione essa non si rese necessaria, in quanto il Bolívar aveva ottenuto entrambi i tornei.

## Torneo Apertura

### Prima fase
| Pos. | Squadra           | Pt | G  | V | N | P | GF | GS | DR  |
| ---- | ----------------- | -- | -- | - | - | - | -- | -- | --- |
| 1.   | Oriente Petrolero | 18 | 12 | 8 | 2 | 2 | 27 | 10 | +17 |
| 2.   | Ind. Petrolero    | 17 | 12 | 7 | 3 | 2 | 32 | 16 | +16 |
| 2.   | Bolívar           | 17 | 12 | 7 | 3 | 2 | 25 | 13 | +12 |
| 4.   | Blooming          | 16 | 12 | 7 | 2 | 3 | 18 | 9  | +9  |
| 5.   | San José          | 15 | 12 | 5 | 5 | 2 | 18 | 14 | +4  |
| 5.   | Orcobol           | 15 | 12 | 6 | 3 | 3 | 12 | 11 | +1  |
| 7.   | The Strongest     | 13 | 12 | 6 | 1 | 5 | 18 | 18 | 0   |
| 8.   | Petrolero         | 11 | 12 | 4 | 3 | 5 | 15 | 12 | +3  |
| 8.   | Wilstermann       | 11 | 12 | 4 | 3 | 5 | 8  | 11 | -3  |
| 10.  | Destroyers        | 10 | 12 | 3 | 4 | 5 | 12 | 21 | -9  |
| 11.  | Ciclón            | 9  | 12 | 3 | 3 | 6 | 11 | 14 | -3  |
| 12.  | Chaco Petrolero   | 7  | 12 | 2 | 3 | 7 | 10 | 23 | -13 |
| 13.  | Always Ready      | 6  | 12 | 2 | 2 | 8 | 9  | 25 | -16 |
| 14.  | Real Santa Cruz   | 3  | 12 | 0 | 3 | 9 | 3  | 21 | -18 |

### Seconda fase

#### Serie A
| Pos. | Squadra           | Pt | G | V | N | P | GF | GS | DR  |
| ---- | ----------------- | -- | - | - | - | - | -- | -- | --- |
| 1.   | Bolívar           | 9  | 6 | 4 | 1 | 1 | 9  | 3  | +6  |
| 2.   | San José          | 8  | 6 | 4 | 0 | 2 | 12 | 6  | +6  |
| 3.   | Oriente Petrolero | 7  | 6 | 3 | 1 | 2 | 8  | 6  | +2  |
| 4.   | Orcobol           | 0  | 6 | 0 | 0 | 6 | 1  | 15 | -14 |

#### Serie B
| Pos. | Squadra        | Pt | G | V | N | P | GF | GS | DR |
| ---- | -------------- | -- | - | - | - | - | -- | -- | -- |
| 1.   | Blooming       | 7  | 6 | 3 | 1 | 2 | 12 | 4  | +8 |
| 2.   | The Strongest  | 6  | 6 | 3 | 0 | 3 | 10 | 11 | -1 |
| 2.   | Petrolero      | 6  | 6 | 2 | 2 | 2 | 10 | 11 | -1 |
| 4.   | Ind. Petrolero | 5  | 6 | 2 | 1 | 3 | 10 | 16 | -6 |

### Semifinali

#### Andata
| Arbitro: | R. Ortubé |

|                                  |           |          |
| López 58’ Salinas 69’ Hirano 42’ | Marcatori | 38’ Luna |

| Arbitro: | Aliaga |

|            |           |             |
| Antelo 73’ | Marcatori | 90’ Lazcano |

#### Ritorno
| Arbitro: | Lugones |

|                     |           |                        |
| Villanueva 13’, 42’ | Marcatori | 37’ Hirano 83’ Salinas |

| Arbitro: | O. Ortubé |

|                |           |  |
| Villarroel 12’ | Marcatori |  |

### Finale

#### Andata
| Arbitro: | Aliaga |

|           |           |  |
| Borja 91’ | Marcatori |  |

#### Ritorno
| Arbitro: | Saucedo |

|                |           |  |
| Villarroel 95’ | Marcatori |  |

#### Spareggio
| Arbitro: | Antequera |

|  |           |           |
|  | Marcatori | 50’ Rimba |

## Torneo Clausura

### Prima fase
| Pos. | Squadra           | Pt | G  | V | N | P | GF | GS | DR  |
| ---- | ----------------- | -- | -- | - | - | - | -- | -- | --- |
| 1.   | Bolívar           | 20 | 12 | 8 | 4 | 0 | 28 | 8  | +20 |
| 2.   | San José          | 16 | 12 | 6 | 4 | 2 | 22 | 14 | +8  |
| 3.   | Oriente Petrolero | 15 | 12 | 5 | 5 | 2 | 21 | 12 | +9  |
| 4.   | The Strongest     | 14 | 12 | 4 | 6 | 2 | 23 | 16 | +7  |
| 4.   | Orcobol           | 14 | 12 | 5 | 4 | 3 | 22 | 17 | +5  |
| 4.   | Blooming          | 14 | 12 | 5 | 4 | 3 | 17 | 13 | +4  |
| 7.   | Wilstermann       | 13 | 12 | 4 | 5 | 3 | 13 | 15 | -2  |
| 8.   | Real Santa Cruz   | 12 | 12 | 3 | 6 | 3 | 8  | 8  | 0   |
| 9.   | Petrolero         | 11 | 12 | 4 | 3 | 5 | 16 | 14 | +2  |
| 10.  | Destroyers        | 8  | 12 | 3 | 2 | 7 | 17 | 22 | -5  |
| 10.  | Ciclón            | 8  | 12 | 2 | 4 | 6 | 8  | 14 | -6  |
| 12.  | Ind. Petrolero    | 7  | 12 | 3 | 5 | 4 | 16 | 26 | -10 |
| 12.  | Chaco Petrolero   | 7  | 12 | 2 | 3 | 7 | 10 | 24 | -14 |
| 14.  | Always Ready      | 5  | 12 | 2 | 1 | 9 | 14 | 32 | -18 |

### Seconda fase

#### Serie A
| Pos. | Squadra           | Pt | G | V | N | P | GF | GS | DR  |
| ---- | ----------------- | -- | - | - | - | - | -- | -- | --- |
| 1.   | Bolívar           | 10 | 6 | 5 | 0 | 1 | 17 | 5  | +12 |
| 2.   | Oriente Petrolero | 9  | 6 | 4 | 1 | 1 | 17 | 7  | +10 |
| 3.   | Real Santa Cruz   | 5  | 6 | 2 | 1 | 3 | 6  | 11 | -5  |
| 4.   | Orcobol           | 0  | 6 | 0 | 0 | 6 | 4  | 21 | -17 |

#### Serie B
| Pos. | Squadra       | Pt | G | V | N | P | GF | GS | DR |
| ---- | ------------- | -- | - | - | - | - | -- | -- | -- |
| 1.   | San José      | 8  | 6 | 3 | 2 | 1 | 10 | 8  | +2 |
| 2.   | The Strongest | 6  | 6 | 2 | 2 | 2 | 11 | 9  | +2 |
| 3.   | Wilstermann   | 5  | 6 | 0 | 5 | 1 | 12 | 13 | -1 |
| 3.   | Blooming      | 5  | 6 | 2 | 1 | 3 | 8  | 11 | -3 |

### Semifinali

#### Andata
| Arbitro: | R. Ortubé |

|                        |           |                |
| Hernández 6’, 69’, 88’ | Marcatori | 60’ Villarroel |

| Arbitro: | Aliaga |

|           |           |  |
| Rioja 86’ | Marcatori |  |

#### Ritorno
| Arbitro: | Lugones |

|                          |           |  |
| Hernández 46’ Hirano 67’ | Marcatori |  |

| Arbitro: | Vargas |

|                                  |           |  |
| Carvajal 42’ Carlos da Silva 60’ | Marcatori |  |

### Finale

#### Andata
| Arbitro: | Antequera |

|                                          |           |  |
| Salinas 8’, 38’ Hirano 9’, 44’ Borja 35’ | Marcatori |  |

#### Ritorno
| Arbitro: | Lugones |

|                                      |           |             |
| Carlos da Silva 4’ Ferreira 51’, 79’ | Marcatori | 26’ Montaño |

#### Spareggio
| Arbitro: | Aliaga |

|             |           |  |
| Salinas 70’ | Marcatori |  |

## Verdetti
- Bolívar campione nazionale
- Bolívar e San José in Coppa Libertadores 1992
- Always Ready retrocesso
- Lítoral, Real Beni e Universitario Potosí promossi dalla seconda divisione

## Classifica marcatori
| Gol |  |  | Giocatore             | Squadra           |
| --- |  |  | --------------------- | ----------------- |
| 19  |  |  | Carlos da Silva       | Oriente Petrolero |
| 19  |  |  | Jorge Hirano          | Bolívar           |
| 19  |  |  | Jason                 | Petrolero         |
| 16  |  |  | Buenaventura Ferreira | Oriente Petrolero |
| 16  |  |  | Luis Fernando Salinas | Bolívar           |
| 15  |  |  | Mauro Blanco Salvador | Ind. Petrolero    |
| 14  |  |  | Víctor Antelo         | Blooming          |
| 14  |  |  | Berthy Suárez         | Blooming          |
| 13  |  |  | Roberto Pérez         | San José          |